# Achaea
Achaea (Arctiidae) é um gênero de traça pertencente à família Arctiidae.